# Plantefysiologi
| Portal | Portal:Botanik |

Plantefysiologi (eller – hvis fremmedordet skulle være konstrueret korrekt – fytofysiologi) er læren om planternes livsfunktioner. Det drejer sig for det første om forhold som spiring, vækst, blomstring og frøsætning. Men for det andet drejer det sig også om optagelse af vand og næringssalte, transportsystemer, oplagring af næring, opfangning af energi, beskyttelse og forsvar mod sygdomme og beskadigelser. Plantefysiologien drejer sig kort sagt om planterne som systemer, der etablerer en indre ligevægt og en balance overfor ydre vilkår i deres miljø.

## Videnskabens historie
Den engelske filosof og videnskabsmand, Francis Bacon, offentliggjorde ét af de første plantefysiologiske forsøg i bogen Sylva Sylvarum (1627). Bacon dyrkede forskellige landplanter i vand, og han konkluderede, at jord kun var nødvendigt for at holde planten opret. I 1648 offentliggjorde Jan Baptist van Helmont det, som betragtes som det første nøjagtigt opmålte forsøg indenfor plantefysiologi. Han havde dyrket et piletræ i en krukke, der rummede 100 kg ovntørret jord. Jorden mistede kun nogle få gram tørvægt under forsøget, og van Helmont konkluderede, at planter får al deres vægtforøgelse fra vand og ikke jord. I 1699 offentliggjorde John Woodward nogle forsøg over vækst hos Grøn Mynte, når den blev dyrket i forskellige slags vand. Han opdagede, at planterne voksede meget bedre i vand med tilsat jord end i destilleret vand. Stephen Hales betragtes som plantefysiologiens fader på grund af de mange forsøg, han omtaler i bogen Vegetable Staticks fra . 
Julius von Sachs samlede de løsrevne stumper af plantefysiologien og skabte faget som en videnskabelig disciplin. Hans lærebog, Lehrbuch der Botanik blev tidens faglige bibel.
Forskere inden for plantefysiologien opdagede i det 19. århundrede, at planterne optager nødvendige, mineralske næringsstoffer som uorganiske ioner, der er opløst i vand. Under naturlige forhold virker jorden som et reservoir for mineralske næringsstoffer, men jorden er i sig selv ikke nødvendig for planternes vækst. Når næringsstofferne bliver opløst i vand, kan planterødderne optage dem, og når man tilfører de nødvendige næringsstoffer kunstigt til vandet, er jorden ikke længere afgørende for plantens trivsel. Næsten alle landplanter kan dyrkes i vand med opløste næringssalte (hydroponik), men nogle klarer sig dog bedre end andre.
Senere forskning har vist, at jordbundens biodiversitet kan være afgørende for plantens langsigtede trivsel i forhold til sygdomme og skadedyr. Derfor er det sjældent muligt at få held til at dyrke planter i vand over længere perioder.

## Økologisk fysiologi

### Tilpasning til miljøet
Planternes udseende og virkemåde kan betragtes som tilpasninger til forholdene i de økologiske nicher, som de enkelte arter foretrækker. Det gælder både planternes udvikling af forskellige livsformer, deres tilpasning af rodsystemerne til miljøforholdene, de forskellige stængelformer, bladenes udseende, farve, behåring og indskæringer, og det gælder blomsters og frugters udseende og opbygning.
Den økologiske tilpasning går dog videre, for den gælder også de symbioser, som planterne indgår i. Her kan blot nævnes nogle få, velkendte:
- Bælgplanternes kvælstofsamlende bakterier (Rhizobia)
- De tilsvarende strålebakterier, som lever sammen med bl.a. El (Frankia)
- De utallige eksempler på mykorrhizasymbioser mellem planter og svampe.
- Lavernes symbiose mellem svampe og grønalger

Ofte udsættes planter for stress i form af for høje eller for lave temperaturer, tørke, salt, iltmangel omkring rødderne, luftforurening eller sygdomsangreb. Planter har på en række måder tilpasset sig disse ændringer i vækstbetingelserne. Bladtab er f.eks. en tilpasning, der skal mindske fordampningen ved vandmangel, ligesom dannelsen af "varme-stress"-proteiner er en stabilisering af plantens enzymer, så de kan tåle høje temperaturer.
Planter er afhængige af lys for at kunne udføre fotosyntese, men lyset har også en vigtig betydning for reguleringen af planternes vækst og udvikling. Højere planters vækst og udvikling kræver effektiv kommunikation både mellem de enkelte celler og mellem plantens enkelte dele og styres af en række forskellige plantehormoner (auxiner, gibberelliner, cytokininer, ethylen, abscisinsyre og de såkaldte brassinosteroider) samt af en lang række signalstoffer.

### Tilpasning til konkurrence
Med til den økologiske fysiologi hører også de allelopatiske virkemidler, som mange planter har udviklet. Det er f.eks. kateristisk for rørsumpe, at de er artsfattige, og det skyldes, at Almindelig Tagrør afgiver stoffer, som hæmmer andre planters spiring. Tilsvarende afgiver Thuja og Almindelig Valnød stoffer (henholdsvis thujon og juglandin, som hæmmer andre planters vækst.

## Vækst og udvikling
En plantes udvikling og vækst begynder, når den befrugtede ægcelle deler sig, cellerne strækker sig og differentieres på en forud fastlagt måde, sådan at der dannes en kim og senere en fuldt udviklet, voksen plante. Allerede kimen har de meristemer (vækstpunkter), som bestemmer udviklingen af organer som rod og skud. Hos den fuldt udviklede plante dannes der nye meristemer, der sætter gang i dannelsen af blade eller siderødder – afhængigt af, hvor de er placeret. Både plantens form, dens udvikling og hele dens vækst er bestemt af celledelinger i de forskellige meristemer og af en senere strækning af de nye celler.
Ud over disse indre systemer påvirkes plantens vækst og udvikling også af ydre faktorer som daglængde, dagrytme og temperatur. Plantens vækst og udvikling og dermed udbyttet fra kulturplanterne afhænger af vækstforholdene. 

### Planternes cellevæg
Selvom planter i modsætning til hvirveldyr ikke har et skelet, som kan afstive dem, er det alligevel blandt planterne, at Jordens største levende organismer findes. Det skyldes, at plantecellen i modsætning til dyrecellen er omgivet af en cellevæg. Denne cellevæg har i sig selv stor mekanisk styrke, som yderligere øges ved turgortrykket, dvs. at cellevæggen holdes udspilet af saftspændingen.
Cellevæggen bestemmer den enkelte celles form og planter kan derfor ikke i samme grad som dyr ændre udseende. Ud over at give planten mekanisk styrke tjener cellevæggen også som et mekanisk forsvar mod sygdomsangreb. Når cellevæggen nedbrydes efter et sygdomsangreb, fungerer nogle af nedbrydningsprodukterne som signalstoffer, der får planten til at producere og transportere et utal af proteiner og planteindholdsstoffer målrettet derhen, hvor de kan standse sygdomsvolderens fremtrængen.
Cellevæggen er opbygget som et laminat af polymerer, bl.a.f.eks. polysaccharider såsom cellulose, hemi-celluloser og pektin, polyfenolet lignin og af proteiner. Industrielt udnyttes plantecellevæggens polymerer til fremstilling af papir, tekstiler, fibre, lim og plastprodukter. Tilsvarende er jordbundens humus en blanding, som består af ufuldstændigt nedbrudte nedbrydningsprodukter fra plantecellevæggene og genanvendte fenoler, saccharider og uorganiske ioner.

## Blomstring og frøsætning
Se hovedartiklen Blomsterinduktion
Blomsterne er højt specialiserede formeringsorganer, som kan ses hos de énkimbladede og tokimbladede planter. Blomsterne har vidt forskellig udformning, men en nærmere undersøgelse viser, at de er bygget over samme skema: yderst har man bægerblade, så følger kronbladene og inde bag dem har man så de egentlige kønsanlæg: frugtanlægget (frugtknude, griffel og støvfang) og de pollenbærende støvdragere. Visse planter mangler dele af dette grundsystem, men det skyldes en senere tilpasning til bestemte bestøvningsforhold (vindbestøvning, vandbestøvning, fuglebestøvning osv.).
Blomsterne dannes ved den proces i knopperne, som hedder blomsterinduktion. Under forhold omdannes vækstpunktet fra at producere forstadier til skud og blade til i stedet at danne blomsterforstadier. Blomsterinduktionen forudsætter bestemte hormonelle og næringsmæssige tilstande i planten, men den igangsættes ved nogle faktorer i miljøet, som udløser den senere blomstring på det rette tidspunkt. Hos nogle arter udløses blomsterdannelsen af korte dage (efterår), hos andre af lange dage (forår). Hos atter andre er det kulde (vinter), og hos nogle er det tørtid (vandmangel).
Når pollenet er overført til støvfanget, sker befrugtningen ved, at pollenkornet sender en spire ned gennem griflen, sådan at der dannes en kanal, som sædcellen kan trænge ned gennem. I frugtknuden forenes sæd- og ægcelle, befrugtningen er gennemført, og frødannelsen tager fart. Den befrugtede ægcelle danner en kim, som moderplanten derefter omgiver med oplagsnæring og en passende frøkappe. Frøene spredes så ved modenhed ved udnyttelse af miljøfaktorer: vind, vand, dyr osv.

## Livsprocesser

### Fotosyntese
Se hovedartiklen Fotosyntese
Helt centralt i planters fysiologi er deres evne til at udføre fotosyntese, hvilket sætter dem i stand til at udnytte sollysets energi til at omdanne atmosfærens CO2) og vand til organiske forbindelser som stivelse og glukose under samtidig udvikling af ilt. Planters fotosyntese er en dynamisk proces, der er afhængig af at flere faktorer er tilgængelig. Men da adgangen til kuldioxid, vand og lys er afhængig af en række miljøfaktorer, og planterne er bundet til deres voksested via rødderne, må de altså fra denne fastlåste position kunne tilpasse væksten med henblik på at opnå bedst mulig forsyning med de vigtigste vækstfaktorer. 

### Optagelse af mineralske stoffer
Planter får deres forsyning af kvælstof i form af nitrat eller ammonium, som sammen med andre næringssalte optages gennem rødderne. Nogle planter har symbiose med nitrogenfikserende bakterier, hvilket sætter dem i stand til også at udnytte luftens kvælstof som nitrogenkilde. I modsætning til dyr kan planter selv fremstille alle de nødvendige, kvælstofholdige stoffer ud fra disse uorganiske nitrogenforbindelser. Planter er derfor fotoautotrofe organismer, dvs. at de kan producere alle øvrige forbindelser såsom aminosyrer, proteiner, DNA, RNA og polysaccharider ud fra uorganiske stoffer og lys.

### Vandhusholdning
Som for alle andre levende organismer er vand livsnødvendigt for planter, men de trues i højere grad end andre levende organismer af udtørring og død pga. vandtab til atmosfæren. Dette skyldes, at planter bærer blade med et meget stort overfladeareal for at kunne indfange solenergi og kuldioxid, og det betyder, at vandtabet kan være betydeligt. Som værn mod dette livstruende problem har planter udviklet et effektivt system, således at vand kan optages fra jorden gennem rødderne og via ledningsstrenge (vedkar) videretransporteres til bladene. For at mindske vandtabet fra bladoverfladen producerer nogle planter en vandafvisende overfladevoks, mens andre dækker overfladen af blade og stængler med et tæt hårlag. Desuden har de udviklet justerbare spalteåbninger i bladoverfladen, hvorigennem kuldioxid kan optages, uden at tabet af vanddamp bliver for stort.

## Planternes cellevæg
Selvom planter i modsætning til hvirveldyr ikke har et skelet, som kan afstive dem, er det alligevel blandt planterne, at Jordens største levende organismer findes. Det skyldes, at plantecellen i modsætning til dyrecellen er omgivet af en cellevæg. Denne cellevæg har i sig selv stor mekanisk styrke, som yderligere øges ved turgortrykket, dvs. at cellevæggen holdes udspilet af saftspændingen.
Cellevæggen bestemmer den enkelte celles form og planter kan derfor ikke i samme grad som dyr ændre udseende. Ud over at give planten mekanisk styrke tjener cellevæggen også som et mekanisk forsvar mod sygdomsangreb. Når cellevæggen nedbrydes efter et sygdomsangreb, fungerer nogle af nedbrydningsprodukterne som signalstoffer, der får planten til at producere og transportere et utal af proteiner og planteindholdsstoffer målrettet derhen, hvor de kan standse sygdomsvolderens fremtrængen.
Cellevæggen er opbygget som et laminat af polymerer, bl.a.f.eks. polysaccharider såsom cellulose, hemicelluloser og pektin, polyfenolet lignin og af proteiner. Industrielt udnyttes plantecellevæggens polymerer til fremstilling af papir, tekstiler, fibre, lim og plastprodukter. Tilsvarende er jordbundens humus en blanding, som består af ufuldstændigt nedbrudte nedbrydningsprodukter fra plantecellevæggene og genanvendte fenoler, saccharider og uorganiske ioner.

## Planteindholdsstoffer
Mange planter bestøves af insekter, som det derfor er nødvendigt at kunne tiltrække. Denne tilpasning til og kommunikation med omgivelserne opnår planter gennem produktion af mere end 200.000 forskellige planteindholdsstoffer (naturstoffer). Mange af planteindholdsstofferne har komplekse kemiske strukturer, hvis eventuelle toksikologiske virkninger på mennesker er ukendte, mens deres påvirkning af insekter og mikroorganismer kan være meget markante